# Finales NBA 1996
Navigation
Finales 1995 Finales 1997
Les finales NBA 1996 sont la dernière série de matchs de la saison 1995-1996 de la NBA et la conclusion des séries éliminatoires (playoffs) de la saison. Le champion de la conférence Est, les Bulls de Chicago rencontrent le champion de la conférence Ouest, les SuperSonics de Seattle. Chicago possède l'avantage du terrain. 
Ce fut le premier titre du deuxième triplé des Bulls de Chicago. 
Chicago a remporté la finale 4 matchs à 2. Michael Jordan a été nommé MVP des Finales.     
Historiquement, c'était la 50e finale de l'histoire de la NBA. 

## Contexte

### Bulls de Chicago
À l'approche de la saison à venir, Chicago n'était plus la même équipe que lors de leur titre en 1993, avec les pertes de membres clés de comme John Paxson qui a pris sa retraite, tandis que Bill Cartwright, Horace Grant, B. J. Armstrong, Stacey King, Will Perdue et Scott Williams sont partis via la période d'agents libres. 
Un nouveau noyau de joueurs a pris forme avec des joueurs tels que Luc Longley, Toni Kukoč, Steve Kerr, Ron Harper, Jud Buechler, Bill Wennington et Randy Brown. Mais leur plus grand ajout à l'équipe était Dennis Rodman, un vétéran avec neuf ans d'expérience dans la ligue, meilleur rebondeur pendant quatre années consécutives. 
Cette alchimie de joueurs leur a permis de battre le record de victoires de l'histoire de la NBA sur la saison régulière, avec un total de 72 victoires pour seulement 10 défaites. Ils ont continué de prendre de l'ampleur en playoffs, en commençant par l'élimination du Heat de Miami au premier tour, suivi d'une victoire de cinq matchs face aux Knicks de New York. La finale de la conférence était une revanche de la série de la saison précédente avec le Magic d'Orlando, qui se soldera sur une victoire 4-0. 

### SuperSonics de Seattle
Les SuperSonics étaient menés par Gary Payton et Shawn Kemp, avec George Karl comme entraîneur. L'équipe était considérée comme une candidate au titre tout au long du milieu des années 1990. Néanmoins, aucune finale NBA avant cette date, avec une défaite en finale de conférence face aux Suns de Phoenix en 1993. Deux éliminations consécutives au premier tour ont suivi, y compris la surprenante défaite de 1994 contre les Nuggets de Denver, huitième de la conférence alors que les Sonics étaient la première tête de série.    
Motivé par une succession de défaites en playoffs, Seattle a terminé la saison 1995-1996 avec un record pour la franchise de 64 victoires. 
Seattle a entamé les playoffs avec une victoire en quatre matchs contre les Kings de Sacramento, suivi d'une belle victoire face au champion en titre, les Rockets de Houston. Ils ont ensuite battu le Jazz de l'Utah en sept matchs en finale de la conférence Ouest pour se qualifier pour sa première finale NBA depuis 1979. 

## Résumé de la saison régulière
| Champion de division | Qualifié pour les playoffs | Non qualifié pour les playoffs |

### Par conférence
| Conférence Est | Conférence Est         | Conférence Est | Conférence Est | Conférence Est |
| No             | Franchise              | Vic.           | Déf.           | PCT            |
| -------------- | ---------------------- | -------------- | -------------- | -------------- |
| 1              | Bulls de Chicago C     | 72             | 10             | 87.8           |
| 2              | Magic d'Orlando        | 60             | 22             | 73.2           |
| 3              | Pacers de l'Indiana    | 52             | 30             | 63.4           |
| 4              | Cavaliers de Cleveland | 47             | 35             | 57.3           |
| 5              | Knicks de New York     | 47             | 35             | 57.3           |
| 6              | Hawks d'Atlanta        | 46             | 36             | 56.1           |
| 7              | Pistons de Détroit     | 46             | 36             | 56.1           |
| 8              | Heat de Miami          | 42             | 40             | 51.2           |
|                |                        |                |                |                |
| 9              | Hornets de Charlotte   | 41             | 41             | 50.0           |
| 10             | Bullets de Washington  | 39             | 43             | 47.6           |
| 11             | Celtics de Boston      | 33             | 49             | 40.2           |
| 12             | Nets du New Jersey     | 30             | 52             | 36.6           |
| 13             | Bucks de Milwaukee     | 25             | 57             | 30.5           |
| 14             | Raptors de Toronto     | 21             | 61             | 25.6           |
| 15             | 76ers de Philadelphie  | 18             | 64             | 22.0           |

| Conférence Ouest | Conférence Ouest          | Conférence Ouest | Conférence Ouest | Conférence Ouest |
| No               | Franchise                 | Vic.             | Déf.             | PCT              |
| ---------------- | ------------------------- | ---------------- | ---------------- | ---------------- |
| 1                | SuperSonics de Seattle    | 64               | 18               | 78.0             |
| 2                | Spurs de San Antonio      | 59               | 23               | 72.0             |
| 3                | Jazz de l'Utah            | 55               | 27               | 67.1             |
| 4                | Lakers de Los Angeles     | 53               | 29               | 64.6             |
| 5                | Rockets de Houston        | 48               | 34               | 58.5             |
| 6                | Trail Blazers de Portland | 44               | 38               | 53.7             |
| 7                | Suns de Phoenix           | 41               | 41               | 50.0             |
| 8                | Kings de Sacramento       | 39               | 43               | 47.6             |
|                  |                           |                  |                  |                  |
| 9                | Warriors de Golden State  | 36               | 46               | 43.9             |
| 10               | Nuggets de Denver         | 35               | 47               | 42.7             |
| 11               | Clippers de Los Angeles   | 29               | 53               | 35.4             |
| 12               | Timberwolves du Minnesota | 26               | 56               | 31.7             |
| 13               | Mavericks de Dallas       | 26               | 56               | 31.7             |
| 14               | Grizzlies de Vancouver    | 15               | 67               | 18.3             |

C - Champions NBA

### Tableau des playoffs
|  | 1er tour         | 1er tour              | 1er tour               |   |                        | Demi-finales de Conférence | Demi-finales de Conférence | Demi-finales de Conférence |  |   | Finales de Conférence  | Finales de Conférence | Finales de Conférence |  |    | Finales NBA      | Finales NBA | Finales NBA |
|  |                  |                       |                        |   |                        |                            |                            |                            |  |   |                        |                       |                       |  |    |                  |             |             |
|  | 1                | Bulls de Chicago      | 3                      |   |                        |                            |                            |                            |  |   |                        |                       |                       |  |    |                  |             |             |
|  | 8                | Heat de Miami         | 0                      |   |                        |                            |                            |                            |  |   |                        |                       |                       |  |    |                  |             |             |
|  | 8                | Heat de Miami         | 0                      |   | 1                      | Bulls de Chicago           | 4                          |                            |  |   |                        |                       |                       |  |    |                  |             |             |
|  |                  |                       |                        |   | 1                      | Bulls de Chicago           | 4                          |                            |  |   |                        |                       |                       |  |    |                  |             |             |
|  |                  | 5                     | Knicks de New York     | 1 |                        |                            |                            |                            |  |   |                        |                       |                       |  |    |                  |             |             |
|  | 4                | 5                     | Knicks de New York     | 1 | Cavaliers de Cleveland | 0                          |                            |                            |  |   |                        |                       |                       |  |    |                  |             |             |
|  | 4                |                       |                        |   | Cavaliers de Cleveland | 0                          |                            |                            |  |   |                        |                       |                       |  |    |                  |             |             |
|  | 5                | Knicks de New York    | 3                      |   |                        |                            |                            |                            |  |   |                        |                       |                       |  |    |                  |             |             |
|  | 5                | Knicks de New York    | 3                      |   |                        |                            |                            |                            |  | 1 | Bulls de Chicago       | 4                     |                       |  |    |                  |             |             |
|  | Conférence Est   |                       |                        |   |                        |                            |                            |                            |  | 1 | Bulls de Chicago       | 4                     |                       |  |    |                  |             |             |
|  |                  | 2                     | Magic d'Orlando        | 0 |                        |                            |                            |                            |  |   |                        |                       |                       |  |    |                  |             |             |
|  | 3                | 2                     | Magic d'Orlando        | 0 | Pacers de l'Indiana    | 2                          |                            |                            |  |   |                        |                       |                       |  |    |                  |             |             |
|  | 3                |                       |                        |   | Pacers de l'Indiana    | 2                          |                            |                            |  |   |                        |                       |                       |  |    |                  |             |             |
|  | 6                | Hawks d'Atlanta       | 3                      |   |                        |                            |                            |                            |  |   |                        |                       |                       |  |    |                  |             |             |
|  | 6                | Hawks d'Atlanta       | 3                      |   | 6                      | Hawks d'Atlanta            | 1                          |                            |  |   |                        |                       |                       |  |    |                  |             |             |
|  |                  |                       |                        |   | 6                      | Hawks d'Atlanta            | 1                          |                            |  |   |                        |                       |                       |  |    |                  |             |             |
|  |                  | 2                     | Magic d'Orlando        | 4 |                        |                            |                            |                            |  |   |                        |                       |                       |  |    |                  |             |             |
|  | 2                | 2                     | Magic d'Orlando        | 4 | Magic d'Orlando        | 3                          |                            |                            |  |   |                        |                       |                       |  |    |                  |             |             |
|  | 2                |                       |                        |   | Magic d'Orlando        | 3                          |                            |                            |  |   |                        |                       |                       |  |    |                  |             |             |
|  | 7                | Pistons de Détroit    | 0                      |   |                        |                            |                            |                            |  |   |                        |                       |                       |  |    |                  |             |             |
|  | 7                | Pistons de Détroit    | 0                      |   |                        |                            |                            |                            |  |   |                        |                       |                       |  | E1 | Bulls de Chicago | 4           |             |
|  |                  |                       |                        |   |                        |                            |                            |                            |  |   |                        |                       |                       |  | E1 | Bulls de Chicago | 4           |             |
|  |                  | O1                    | SuperSonics de Seattle | 2 |                        |                            |                            |                            |  |   |                        |                       |                       |  |    |                  |             |             |
|  | 1                | O1                    | SuperSonics de Seattle | 2 | SuperSonics de Seattle | 3                          |                            |                            |  |   |                        |                       |                       |  |    |                  |             |             |
|  | 1                |                       |                        |   | SuperSonics de Seattle | 3                          |                            |                            |  |   |                        |                       |                       |  |    |                  |             |             |
|  | 8                | Sacramento Kings      | 1                      |   |                        |                            |                            |                            |  |   |                        |                       |                       |  |    |                  |             |             |
|  | 8                | Sacramento Kings      | 1                      |   | 1                      | SuperSonics de Seattle     | 4                          |                            |  |   |                        |                       |                       |  |    |                  |             |             |
|  |                  |                       |                        |   | 1                      | SuperSonics de Seattle     | 4                          |                            |  |   |                        |                       |                       |  |    |                  |             |             |
|  |                  | 5                     | Rockets de Houston     | 0 |                        |                            |                            |                            |  |   |                        |                       |                       |  |    |                  |             |             |
|  | 4                | 5                     | Rockets de Houston     | 0 | Lakers de Los Angeles  | 1                          |                            |                            |  |   |                        |                       |                       |  |    |                  |             |             |
|  | 4                |                       |                        |   | Lakers de Los Angeles  | 1                          |                            |                            |  |   |                        |                       |                       |  |    |                  |             |             |
|  | 5                | Rockets de Houston    | 3                      |   |                        |                            |                            |                            |  |   |                        |                       |                       |  |    |                  |             |             |
|  | 5                | Rockets de Houston    | 3                      |   |                        |                            |                            |                            |  | 1 | SuperSonics de Seattle | 4                     |                       |  |    |                  |             |             |
|  | Conférence Ouest |                       |                        |   |                        |                            |                            |                            |  | 1 | SuperSonics de Seattle | 4                     |                       |  |    |                  |             |             |
|  |                  | 3                     | Jazz de l'Utah         | 3 |                        |                            |                            |                            |  |   |                        |                       |                       |  |    |                  |             |             |
|  | 3                | 3                     | Jazz de l'Utah         | 3 | Jazz de l'Utah         | 3                          |                            |                            |  |   |                        |                       |                       |  |    |                  |             |             |
|  | 3                |                       |                        |   | Jazz de l'Utah         | 3                          |                            |                            |  |   |                        |                       |                       |  |    |                  |             |             |
|  | 6                | Portland TrailBlazers | 2                      |   |                        |                            |                            |                            |  |   |                        |                       |                       |  |    |                  |             |             |
|  | 6                | Portland TrailBlazers | 2                      |   | 3                      | Jazz de l'Utah             | 4                          |                            |  |   |                        |                       |                       |  |    |                  |             |             |
|  |                  |                       |                        |   | 3                      | Jazz de l'Utah             | 4                          |                            |  |   |                        |                       |                       |  |    |                  |             |             |
|  |                  | 2                     | Spurs de San Antonio   | 2 |                        |                            |                            |                            |  |   |                        |                       |                       |  |    |                  |             |             |
|  | 2                | 2                     | Spurs de San Antonio   | 2 | Spurs de San Antonio   | 3                          |                            |                            |  |   |                        |                       |                       |  |    |                  |             |             |
|  | 2                |                       |                        |   | Spurs de San Antonio   | 3                          |                            |                            |  |   |                        |                       |                       |  |    |                  |             |             |
|  | 7                | Suns de Phoenix       | 1                      |   |                        |                            |                            |                            |  |   |                        |                       |                       |  |    |                  |             |             |

## Équipes

### Bulls de Chicago
| Effectif des Bulls de Chicago 1995-1996 |
| --- |
| 0 Randy Brown • 7 Toni Kukoč • 8 Dickey Simpkins • 9 Ron Harper • 13 Luc Longley • 22 John Salley • 23 Michael Jordan • 25 Steve Kerr • 30 Jud Buechler • 33 Scottie Pippen • 34 Bill Wennington • 35 Jason Caffey • 53 James Edwards • 54 Jack Haley • 91 Dennis Rodman Entraîneur : Phil Jackson |

### SuperSonics de Seattle
| Effectif des SuperSonics de Seattle 1995-1996 |
| --- |
| 1 Sherell Ford • 2 Vincent Askew • 3 Eric Snow • 10 Nate McMillan • 11 Detlef Schrempf • 14 Sam Perkins • 20 Gary Payton • 25 David Wingate • 33 Hersey Hawkins • 34 Frank Brickowski • 40 Shawn Kemp • 50 Ervin Johnson • 55 Steve Scheffler Entraîneur : George Karl |

## Résumé de la finale NBA
| Match  | Date             | Équipe à l'extérieur | Résultat     | Équipe à domicile   |
| ------ | ---------------- | -------------------- | ------------ | ------------------- |
| Game 1 | Mercredi 5 juin  | Seattle SuperSonics  | 90–107 (0–1) | Chicago Bulls       |
| Game 2 | Vendredi 7 juin  | Seattle SuperSonics  | 88–92 (0–2)  | Chicago Bulls       |
| Game 3 | Dimanche 9 juin  | Chicago Bulls        | 108–86 (3–0) | Seattle SuperSonics |
| Game 4 | Mercredi 12 juin | Chicago Bulls        | 86–107 (3–1) | Seattle SuperSonics |
| Game 5 | Vendredi 14 juin | Chicago Bulls        | 78–89 (3–2)  | Seattle SuperSonics |
| Game 6 | Dimanche 16 juin | Seattle SuperSonics  | 75–87 (2–4)  | Chicago Bulls       |

## Statistiques individuelles

### Bulls de Chicago
| Joueur          | MJ | MC | MPG  | FG%  | 3P%  | FT%  | RPG  | APG | SPG | BPG | PPG  |
| --------------- | -- | -- | ---- | ---- | ---- | ---- | ---- | --- | --- | --- | ---- |
| Randy Brown     | 6  | 0  | 8.2  | .500 | .500 | .500 | 0.3  | 0.9 | 0.7 | 0.0 | 2.8  |
| Jud Buechler    | 6  | 0  | 5.6  | .222 | .000 | .000 | 0.0  | 0.2 | 0.7 | 0.0 | 0.7  |
| Ron Harper      | 6  | 4  | 19.3 | .375 | .308 | .917 | 2.3  | 1.7 | 0.7 | 0.3 | 6.5  |
| Michael Jordan  | 6  | 6  | 42.0 | .415 | .316 | .836 | 5.3  | 4.2 | 1.7 | 0.2 | 27.3 |
| Steve Kerr      | 6  | 0  | 18.8 | .303 | .182 | .857 | 0.9  | 0.8 | 0.2 | 0.0 | 5.0  |
| Toni Kukoč      | 6  | 2  | 29.5 | .423 | .313 | .800 | 4.8  | 3.5 | 0.8 | 0.3 | 13.0 |
| Luc Longley     | 6  | 6  | 28.3 | .574 | .000 | .727 | 3.8  | 2.2 | 0.6 | 1.8 | 11.7 |
| Scottie Pippen  | 6  | 6  | 41.3 | .343 | .231 | .708 | 8.2  | 5.3 | 2.3 | 1.3 | 15.7 |
| Dennis Rodman   | 6  | 6  | 37.5 | .486 | .000 | .579 | 14.7 | 2.5 | 0.8 | 0.2 | 7.5  |
| John Salley     | 5  | 0  | 3.0  | .000 | .000 | .000 | 0.2  | 0.4 | 0.0 | 0.0 | 0.0  |
| Bill Wennington | 6  | 0  | 7.0  | .667 | .000 | .500 | 0.5  | 0.2 | 0.0 | 0.0 | 2.9  |

### SuperSonics de Seattle
| Joueur             | MJ | MC | MPG  | FG%  | 3P%  | FT%   | RPG  | APG | SPG | BPG | PPG  |
| ------------------ | -- | -- | ---- | ---- | ---- | ----- | ---- | --- | --- | --- | ---- |
| Vincent Askew      | 4  | 0  | 15.5 | .222 | .200 | 1.000 | 2.5  | 0.5 | 0.5 | 0.0 | 1.8  |
| Frank Brickowski   | 6  | 3  | 11.3 | .222 | .200 | .000  | 2.0  | 0.5 | 0.2 | 0.2 | 0.8  |
| Hersey Hawkins     | 6  | 6  | 38.3 | .455 | .273 | .923  | 3.5  | 1.0 | 1.2 | 0.2 | 13.3 |
| Ervin Johnson      | 3  | 3  | 6.7  | .333 | .000 | .000  | 2.3  | 0.3 | 0.3 | 0.3 | 1.3  |
| Shawn Kemp         | 6  | 6  | 40.3 | .551 | .000 | .857  | 10.0 | 2.2 | 1.3 | 2.0 | 23.3 |
| Nate McMillan      | 4  | 0  | 12.8 | .429 | .600 | 1.000 | 2.8  | 1.5 | 0.5 | 0.0 | 2.8  |
| Gary Payton        | 6  | 6  | 45.7 | .444 | .333 | .731  | 6.3  | 7.0 | 1.5 | 0.0 | 18.0 |
| Sam Perkins        | 6  | 0  | 31.7 | .377 | .235 | .810  | 4.7  | 2.0 | 0.5 | 0.0 | 11.2 |
| Steve Scheffler    | 4  | 0  | 2.0  | .000 | .000 | .000  | 0.5  | 0.0 | 0.0 | 0.0 | 0.0  |
| Detlef Schrempf    | 6  | 6  | 39.7 | .443 | .389 | .875  | 5.0  | 2.5 | 0.5 | 0.2 | 16.3 |
| Eric Snow          | 6  | 0  | 1.5  | .000 | .000 | .000  | 0.3  | 0.2 | 0.0 | 0.0 | 0.0  |
| David Wingate (en) | 6  | 0  | 8.0  | .500 | .500 | 1.000 | 0.3  | 0.0 | 0.0 | 0.0 | 2.5  |